# Franz Heidhues
Franz Heidhues (* 1. November 1939; † 12. September 2014) war Professor für Agrarökonomie in Entwicklungsländern an der Universität Hohenheim und stellvertretender Vorstandsvorsitzender der Deutschen Welthungerhilfe.

## Leben
Heidhues studierte Volkswirtschaftslehre an der Westfälischen Wilhelms-Universität Münster. Während seines Studiums wurde er 1959 Mitglied der KDStV Sauerlandia Münster im CV. Nach seinem Studium wurde er für eine Arbeit zur Problematik internationaler Kapitalbewegungen promoviert.
Von 1969 bis 1982 war er auf den Gebieten der Kapitalmarktanalyse, der Bewertung gesamtwirtschaftlicher und sektoraler Wirtschaftspolitik, Projektidentifizierung, Bewertung und Überwachung landwirtschaftlicher und ländlicher Entwicklungsprojekte der Weltbank in Washington D.C., USA tätig. Anschließend wurde er Professor für Entwicklungstheorie und ländliche Entwicklungspolitik an der Universität Hohenheim, Stuttgart.
Er war Mitglied des Zentrums für tropische und subtropische Landwirtschaft. Zu Heidhues’ Hauptforschungsgebieten zählten Strategien zur Armutsreduzierung, Ernährungssicherung, nachhaltigem Management natürlicher Ressourcen und Institutionenentwicklung im ländlichen Raum mit besonderer Orientierung auf ländliche Finanzmärkte in Subsahara-Afrika und Südostasien. Er befasste sich überdies mit gesamtwirtschaftlichen und ökologischen Bewertungsproblemen von Innovationen.
Seit 1987 war Heidhues Mitglied im Vorstand der Deutschen Welthungerhilfe und seit 2004 stellvertretender Vorsitzender; von 1998 bis 2009 war er Mitglied im wissenschaftlichen Beirat beim Bundesministerium für wirtschaftliche Zusammenarbeit und Entwicklung, dessen Vorsitz er im September 2004 übernommen hatte. Zudem war er Sprecher des interdisziplinären Sonderforschungsbereichs 564 der Universität Hohenheim „Nachhaltige Landnutzung und ländliche Entwicklung in den Bergregionen Südostasiens“. Daneben engagierte er sich als Mitherausgeber der Zeitschrift Quarterly Journal of International Agriculture. Heidhues bezeichnete Partizipation und lokales Wissen als tragende Elemente der Nachhaltigkeit von Entwicklungsprojekten. Kernaussage des Konzeptes der Nachhaltigkeit sei, dass Entscheidungen der heutigen Generation die Möglichkeiten zukünftiger Generationen, ihre Lebensbedingungen zu erhalten oder zu verbessern, nicht einschränken dürften. Bezogen auf Entwicklungsprozesse gebe es drei Dimensionen der Nachhaltigkeit: die ökologische, die ökonomische und die soziokulturelle. Um Nachhaltigkeit in allen drei Dimensionen zu verwirklichen, sei es unverzichtbar, die Bevölkerung vor Ort ebenso wie das lokale Wissen zu integrieren. Dies könne durch Wissenspartnerschaften erreicht werden, die Bauern, lokale Institutionen, Nichtregierungsorganisationen, Beratung und Forschung zusammenführten. 2007 emeritierte Heidhues.

## Publikationen

### Auswahl
- C. Saint-Macary, A. Keil, M. Zeller, F. Heidhues, Pham Thi My Dung: Land titling policy and soil conservation in northern uplands of Vietnam. In: Land Use Policy, 27, 2010, S. 617–627.
- M. Zeller, T. Beuchelt, I. Fischer, and F. Heidhues: Linkages between poverty and sustainable agricultural and rural development in the uplands of Southeast Asia. In: Teja Tscharntke, Christoph Leuschner, Edzo Veldkamp, Heiko Faust, Edi Guhardja (Hrsg.): Tropical Rainforests and Agroforests under Global Change. Springer Verlag, Berlin 2009.
- Franz Heidhues: Why is development in Sub-Saharan Africa so difficult? Challenges and lessons learned. In: Review of Business and Economics, Vol. LIV (3), Acco, Leuven 2009, S. 398–409, 2009.
- Franz Heidhues: The World Food Crisis: Causes and Challenges. Proceedings of the Jeju Peace Institute - Friedrich Naumann Foundation for Liberty Joint Workshops 2007-2008. In: Challenge and response in northeast Asia: Fulfilling the Jeju Process. JPI, Seoul 2009.
- B. T. Ferenje, F. Heidhues: Fall in technical efficiency of small farm households in the post reform period of Ethopia. In: Quarterly Journal of International Agriculture, Vol. 46 (3), 2007, S. 241–261.
- Xiangping Jia, Franz Heidhues, Manfred Zeller: Taking the hands off the rural credit market: An evidence from China. In: IAMO Forum 2007 Sustainable rural development: What is the role of the agri-food sector? Halle (Saale), 27. Juni 2007
- F. Heidhues, J. Möllers, G. Buchenrieder: Non-farm diversification decisions of rural households in Macedonia. 26. International Conference of Agricultural Economists (IAAE) in Queensland, Australia, “Contributions of Agricultural Economics to Critical Policy Issues”. Canberra, 12.–18. August 2006
- F. Heidhues, D.Belle-Sossoh, G. Buchenrieder: Transaction Costs of Group and Individual Lending and Rural Financial Market Access: The Case of Poverty-Oriented Microfinance in Cameroon. In: M. Zeller, R. Meyer (eds.): The microfinance triangle: Sustainability, outreach and impact. Johns Hopkins University Press, Baltimore 2002, S. 196–218.

### Publikationsverzeichnisse
- Publikationsverzeichnis Franz Heidhues in DNB
- Publikationsverzeichnis Franz Heidhues Universität Hohenheim